# Smooth jazz
Smooth jazz er en undergenre af jazz, og opstået i USA i midt-70’erne. Mange af de værker, der hører genren til, har stærke elementer af andre stilarter såsom funk og R&B. I USA er genren relativ populær, og det er muligt at modtage radiostationer med "Smooth Jazz" formatet flere steder i landet. Der er kun få danske produktioner indenfor genren.
Et typisk Smooth jazz nummer går i lavt tempo (ca. 90-105 slag / minut), som regel med tenor-/sopransax eller guitar som hovedinstrument. Den typisk sammensætning indeholder ikke vokal.

## Eksempler på artister
- Bob James
- Bradley Joseph
- Dave Koz
- Euge Groove
- Grover Washington Jr.
- Kenny G
- Michael Franks
- Michael Lington
- Peter White
- Spyro Gyra